# 홍종현 (바둑 기사)
홍종현(洪鐘賢, 1946년 5월 10일 ~ )은 대한민국의 전 바둑 기사이다. 한국기원 감사와 제17대 기사회장을 역임했다.

## 약력
1969년에 입단했고 1970년 제8기 청소년배에서 준우승을 했고 1971년 제9기 청소년배에서 우승을 차지했다. 1976년 기왕전 본선에 진출한 이후 여러 바둑 대회에 참가했다. 1995년 8단으로 승단했고, 1996년 연승바둑최강전과 1999년 제30기 명인전 본선에 올랐다. 
2003년 9단으로 승단했으며 2010년 은퇴했다.